# Istituto di ricerca matematica di Oberwolfach

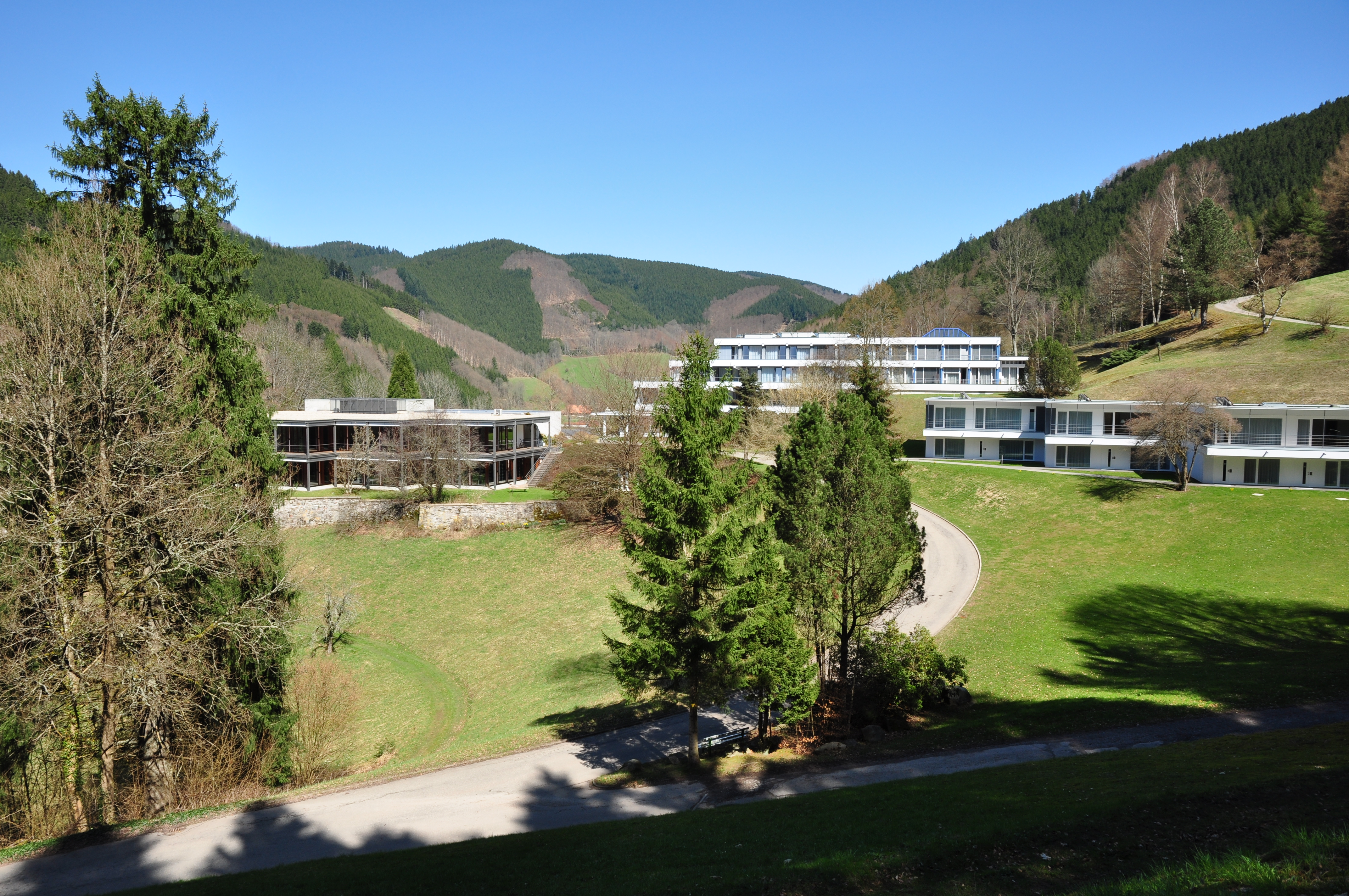
La biblioteca, l'edificio principale e i bungalow

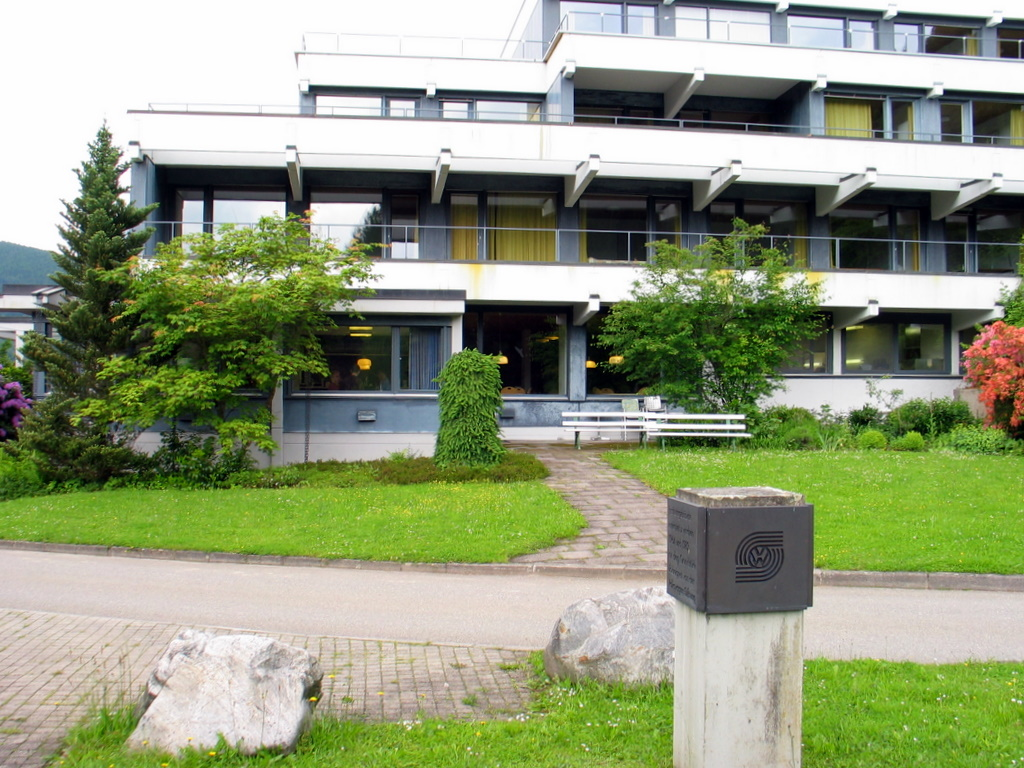
Entrata all'istituto matematico

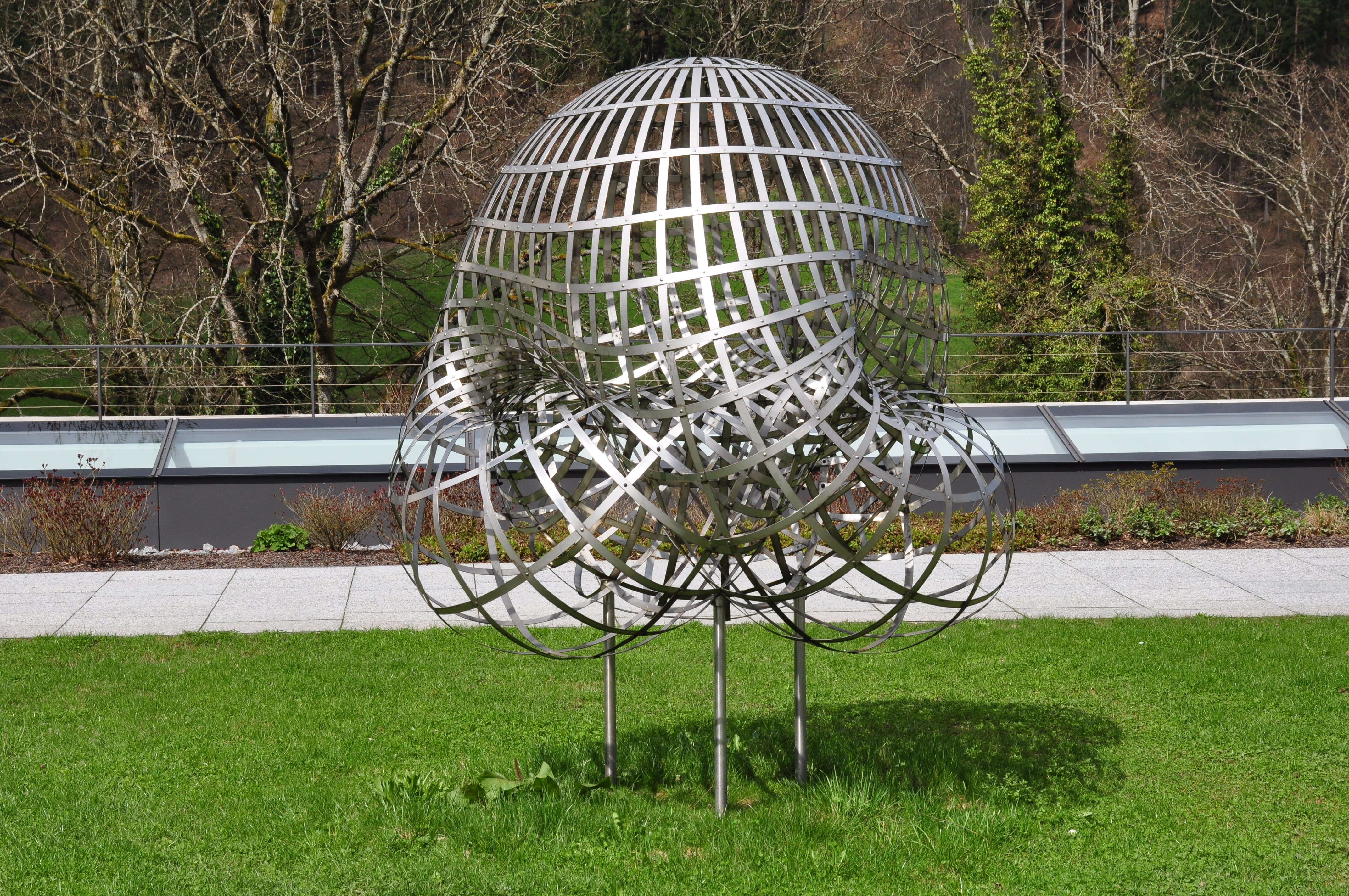
Modello della superficie di Boy all'ingresso

L'Istituto di ricerca matematica di Oberwolfach (in tedesco: Mathematisches Forschungsinstitut Oberwolfach) a Oberwolfach, Germania, è un istituto fondato nel 1944 dal matematico Wilhelm Süss.
L'Istituto organizza workshops a cadenza settimanale su diversi argomenti dove matematici e scienziati da tutto il mondo vengono a condurre ricerche in collaborazione.
L'Istituto è membro dell'Associazione Leibniz, finanziato principalmente dalla Ministero tedesco per l'Istruzione e la Ricerca e dal Land del Baden-Württemberg. Esso riceve importanti stanziamenti anche dalla Fondazione  Friends of Oberwolfach, dalla Oberwolfach Foundation e da numerosi donatori.

## Storia
1944: 1 settembre : Fondazione dell'MFO, sito in un vecchio castello;
1959: 17 giugno : Fondazione del Gesellschaft für Mathematische Forschung e.V., la società matematica che governa il MFO;
1967: 10 ottobre : Inaugurazione della casa degli ospiti dell'MFO, donazione della Volkswagen-Stiftung;
1975: 13 giugno : Inaugurazione della biblioteca e degli edifici di incontro del MFO che ha rimpiazzato il vecchio castello, anch'esso donazione della Volkswagen-Stiftung;
1989: 26 maggio : Inaugurazione dell'ampliamento della casa degli ospiti;
1995: Inizio del programma di ricerca "Research in Pairs";
2005: 1 gennaio : Il MFO diventa membro della Leibniz-Gemeinschaft;
2007: Inizio del programma post-doc "Oberwolfach Leibniz Fellows";
2007: 5 maggio : Inaugurazione dell'ampliamento della biblioteca, donazione della Klaus Tschira Stiftung e della Volkswagen Stiftung;
2005 - 2010: Restauro generale della guest house e dell'edificio della biblioteca.

## Statua
Il modello iconico della superficie di Boy è stata installata di fronte all'Istituto, donato della Mercedes-Benz il 28 gennaio 1991.
La Superficie di Boy è intitolata da Werner Boy che concepì questa superficie nella sua tesi del 1901, scritta sotto la supervisione di David Hilbert.

## Direttori
- 1944–1958: Wilhelm Süss
- 1958–1959: Hellmuth Kneser
- 1959–1963: Theodor Schneider
- 1963–1994: Martin Barner
- 1994–2002: Matthias Kreck
- 2002–2013: Gert-Martin Greuel
- 2013–oggi: Gerhard Huisken

## Premio Oberwolfach
Il Premio Oberwolfach è assegnato ogni 3 anni circa a giovani matematici europei che hanno conseguito un dottorato non oltre 10 anni prima della nomina per il premio. Esso è finanziato dalla Oberwolfach Foundation e assegnato in cooperazione con l'Istituto a matematici che si distinguono per avere ottenuto risultati eccellenti in campi in evoluzione della matematica. Il premio è pari a 10.000 euro.

### Vincitori del premio
- 1991: Peter Kronheimer
- 1993: Jörg Brüdern e Jens Franke
- 1996: Gero Friesecke e Stefan Sauter
- 1998: Alice Guionnet
- 2000: Luca Trevisan
- 2003: Paul Biran
- 2007: Ngô Bảo Châu
- 2010: Nicola Gigli e László Székelyhidi
- 2013: Hugo Duminil-Copin
- 2016: Jacob Fox
- 2019: Oscar Randal-Williams
- 2022: Vesselin Dimitrov
- 2025: da assegnare

## Premio John Todd
Il Premio John Todd, conferito dallo stesso istituto e istituito successivamente al Premio Oberwolfach, è assegnato ogni 3 anni circa a giovani matematici che lavorano nel campo dell'analisi numerica. I candidati devono avere conseguito un dottorato non oltre 10 anni prima della nomina per il premio. Il premio è pari a 1000 euro.

### Vincitori del premio
- 2007: Annalisa Buffa
- 2010: Daniel Kressner
- 2013: Markus Bachmayr
- 2016: Christoph Ortner
- 2019: Euan Spence
- 2022: Michael Lindsey
- 2025: da assegnare